# Anhá Candé
Anhá Candé (Bisáu, 13 de agosto de 2007) es un futbolista portugués de origen bisauguineano. Juega de delantero centro y su equipo actual es el Fútbol Club Oporto "B" de la Segunda División de Portugal.

## Trayectoria
Realizó su formación infantil en Real SC y se mantuvo hasta mediados de 2022. Fue fichado por Fútbol Club Oporto para comenzar la temporada 2022-23 en las juveniles de uno de los clubes más importantes de Portugual.
Fue seleccionado para ser parte del plantel de Porto sub-19 y jugar la Liga Juvenil de la UEFA 2023-24. Jugó su primer partido internacional juvenil de clubes oficial el 19 de septiembre de 2023, a pesar de ser categoría sub-16 fue titular en la fecha 1 de la fase de grupos y vencieron 1-4 al FK Shajtar Donetsk. En la fecha 2 viajaron recibieron al Barcelona Juvenil "A", fue titular nuevamente, se midió ante jugadores como Marc Guiu y Noah Darvich pero perdieron 0-2. Para la tercera jornada jugaron contra Royal Antwerp de visitantes y se destacó con un doblete, en lo que fue el triunfo 1-4.
Debutó como profesional el 30 de octubre de 2023 con la reserva de Porto, ingresó al minuto 83 para enfrentar a Vilaverdense FC y ganaron 0-5, en lo que fue la fecha 8 del Campeonato de Segunda División de Portugal. Jugó su primer partido como profesional con 16 años y el dorsal número 96 en su espalda.
A comienzos de noviembre volvieron a jugar contra Royal Antwerp en la Liga Juvenil de la UEFA, convirtió un gol, brindó una asistencia y ganaron 3-1. El 28 de agosto viajaron a España para jugar contra Barcelona nuevamente, esta vez Candé se destacó con un gol y 2 asistencias, ganaron 0-4.

## Estadísticas
Actualizado al último partido citado el 17 de mayo de 2025.
| Club                      | Div.          | Temporada     | Liga  | Liga  | Liga   | Copas nacionales | Copas nacionales | Copas nacionales | Copas internacionales | Copas internacionales | Copas internacionales | Total | Total | Total  |
| Club                      | Div.          | Temporada     | Part. | Goles | Asist. | Part.            | Goles            | Asist.           | Part.                 | Goles                 | Asist.                | Part. | Goles | Asist. |
| ------------------------- | ------------- | ------------- | ----- | ----- | ------ | ---------------- | ---------------- | ---------------- | --------------------- | --------------------- | --------------------- | ----- | ----- | ------ |
| F. C. Oporto "B" Portugal | 2.ª           | 2023-24       | 24    | 1     | 0      | —                | —                | —                | —                     | —                     | —                     | 24    | 1     | 0      |
| F. C. Oporto "B" Portugal | 2.ª           | 2024-25       | 24    | 4     | 2      | —                | —                | —                | —                     | —                     | —                     | 24    | 4     | 2      |
| F. C. Oporto "B" Portugal | 2.ª           | 2025-26       | 0     | 0     | 0      | —                | —                | —                | —                     | —                     | —                     | 0     | 0     | 0      |
| F. C. Oporto "B" Portugal | Total club    | Total club    | 48    | 5     | 2      | 0                | 0                | 0                | 0                     | 0                     | 0                     | 48    | 5     | 2      |
| Total carrera             | Total carrera | Total carrera | 48    | 5     | 2      | 0                | 0                | 0                | 0                     | 0                     | 0                     | 48    | 5     | 2      |